# Right Here Waiting
Singles de Richard Marx
Satisfied
(1989) Angelia
(1989)
Clip vidéo
[vidéo] « Right Here Waiting », sur YouTube
Right Here Waiting (En t'attendant ici, en anglais) est une chanson d'amour soft rock de l'auteur-compositeur-interprète américain Richard Marx, single extrait de son deuxième album studio Repeat Offender (Richard Marx album) (en) de 1989,. Un des tubes internationaux emblématiques de sa carrière, single et album entre autres n°1 aux États-Unis, vendu à plus de 5 millions d'exempalaires. 

## Histoire
Richard Marx rencontre l'actrice, chanteuse et danseuse américaine Cynthia Rhodes en 1983, sur le plateau de tournage du film Staying Alive, de Sylvester Stallone. Ils se marient le 8 janvier 1989. Richard Marx compose et écrit alors ce slow, avec lui même au piano, sur le thème de leur histoire d'amour distante, régulièrement séparés par leurs carrières internationales respectives de tournées de spectacles et de tournages de films « Les océans nous séparent jour après jour, et je deviens lentement fou, j'entends ta voix au téléphone, mais ça n'arrête pas la douleur. Si je ne te vois presque jamais, comment peut-on dire pour toujours ? Où que tu ailles, quoi que tu fasses, je serai là, à t'attendre, quoi qu'il en coûte, ou comment mon cœur se brise, je serai là, à t'attendre... ». À la suite du succès considérable de cette déclaration d'amour internationale, Cynthia Rhodes abandonne sa carrière d'actrice pour sa consacrer à leur vie de couple et de famille.
La chanson passe trois semaines à la 1re place du Hot 100 du magazine américain Billboard (en commençant par la semaine du 12 août),. L'album est également n°1 des ventes aux Etats-Unis, vendu à plus de 5 millions d'exemplaires. Au Royaume-Uni, elle débute à la 32e place du hit-parade des singles dans la semaine du 27 août au 2 septembre 1989, grimpe à la 3e place deux semaines plus tard, à la 2e place la semaine suivante (du 17 au 23 septembre) et y reste pour une semaine encore. La chanson a aussi atteint la 1re place en Australie et en Nouvelle-Zélande, la 3e place en Flandre (Belgique néerlandophone), la 4e aux Pays-Bas et en Norvège, la 6e place en Suisse, la 7e place en Suède, la 12e place en Allemagne et la 19e place en France et en Autriche.

## Reprises et adaptations
La chanson est reprise par de nombreux interprètes, parmi lesquels la chanteuse de R&B américaine Monica (avec le groupe 112 en featuring) sur son album The Boy Is Mine (1998), par l'humoriste québécois Mike Ward, ainsi que Cliff Richard (2001), Bonnie Tyler (2002), ou encore Julio Iglesias (album Romantic Classics de 2006)...
En 2025, elle est reprise en bachata par Prince Royce sur son album Eterno.